# Amy Helm
Amy Helm (Woodstock, Nueva York, Estados Unidos, 3 de diciembre de 1970) es una cantante y compositora estadounidense, hija del baterista de The Band Levon Helm y de la cantante Libby Titus. Fue miembro de los grupos Levon Helm Band, Dirt Farmer Band, Midnight Ramble Band y Ollabelle, y en la actualidad sale de gira con su propio grupo, Amy Helm & The Handsome Strangers. Su debut discográfico, Didn't It Rain, fue publicado en julio de 2015.